# Tetracme pamirica
Tetracme pamirica là một loài thực vật có hoa trong họ Cải. Loài này được Vassilcz. miêu tả khoa học đầu tiên.